# Абзаєво (Кігинський район)
Абза́єво (рос. Абзаево) — село у складі Кігинського району Башкортостану, Росія. Адміністративний центр Абзаєвської сільської ради.
Населення — 558 осіб (2010; 568 в 2002).
Національний склад:
- башкири — 96 %